# Regulært polyeder
Et regulært polyeder er en type af polyedre. I et regulært polyeder er alle sider og topplansvinkler (dvs. vinklen mellem to tilstødende sideflader) lige store.
Ved et polyeder forstår man overfladen på et rumligt legeme, der er afgrænset af et endeligt antal plane polygoner. Disse polygoner kaldes polyederets sideflader. De linjestykker, der begrænser sidefladerne, kaldes polyederets kanter, og kanternes endepunkter kaldes polyederets hjørnespidser. Præcis som ved polygoner skelner man mellem konvekse og konkave polyedre. Et regulært polyeder er et konvekst polyeder, som er afgrænset af et endeligt antal identiske regulære polygoner.
Man kan vise, at der kun findes fem regulære polyedre. De kaldes De Platoniske Legemer.